# Ponera japonica
Ponera japonica (лат.) — вид мелких муравьёв рода Ponera из подсемейства Ponerinae (Formicidae).

## Распространение
Китай, КНДР, Южная Корея, Япония и Россия (Курильские острова, Приморский край).

## Описание
Муравьи коричнево-чёрного цвета (около 3 мм). Отличаются тёмной окраской и сравнительно крупными размерами (длина головы 0,65 мм, ширина головы  0,53 мм). Клипеус, жвалы, усики и ноги желтоватые. Усики рабочих и самок 12-члениковые. Скапус затылка не достигает. Нижнечелюстные щупики 2-члениковые, нижнегубные щупики состоят из 2 сегментов (формула щупиков 2,2). Голова вытянутая. Глаза относительно крупные для рода, оцеллии у рабочих отсутствуют (у самок есть). Жвалы треугольные, лобные валики отсутствуют. Стебелёк между грудкой и брюшком состоит из одного массивного членика (петиоль), узелок петиоля толстый. Гнёзда в почве и гнилой растительности.
Вид был впервые описан в 1906 году американским мирмекологом Уильямом Уилером по материалам из Японии.
- Рабочий сверху
- Голова рабочего
- Самка сверху
- Голова самки